# مورغان داوني
مورغان داوني (بالإنجليزية: Morgan Downey)‏ هو اقتصادي ومؤرخ أمريكي، ولد في 1950.